# Röntgenspeicherfolie
Röntgenspeicherfolien dienen in der Röntgendiagnostik dazu, das Schattenbild der Röntgenstrahlung aufzunehmen. Sie ersetzen zunehmend die herkömmlichen, Silberhalogenid-basierten Röntgenfilme, da sie wiederverwertbar sind. Die Speicherfolien werden meist in Kassettenbauweise ausgeliefert und sind somit in ihren Abmessungen zu den Filmkassetten kompatibel, sodass bestehende Röntgengeräte nicht umgebaut werden müssen. Da die latenten Bilder mit einem Lesegerät, Phosporimager, auch Phospoimager genannt, pixelweise ausgelesen werden, entstehen so stets digitale Röntgenbilder.

## Aufbau
Die Speicherfolien sind schichtförmig aus Kunststoffträgern und einer 0,1–0,2 mm starken Leuchtstoffschicht (dotiertes Bariumfluorid) aufgebaut und flexibel. Der Leuchtstoff speichert die Intensität der eingetroffenen Röntgenstrahlung, indem die Leuchtstoffschicht angeregt und Dotierungsatome auf Zwischengitterplätze verschoben werden. Im Auslesegerät wird die Folie aus der Kassette entnommen und zeilenweise mit einem Laser der Wellenlänge 500–700 nm abgetastet. Die Photolumineszenz wird zu jedem Bildpunkt mit einem Photomultiplier erfasst, in eine Zahl konvertiert und gespeichert. Der Auslesevorgang ist kürzer als die konventionelle Filmentwicklung.

## Anwendung
Neben der Röntgendiagnostik werden Phosphorimager auch in der Forschung, vor allem in der Molekularbiologie eingesetzt. Hier finden sie Verwendung beim Einsatz radioaktiver Proben, etwa beim Northern Blot. Neuere Geräte erlauben aufgrund der verbesserten Auflösung auch die Detektion bei in situ Hybridisierungen. Da die Expositionszeiten häufig mehrere Tage betragen, werden die Kassetten zur Abschirmung der Höhenstrahlung während der Exposition häufig in Bleischränken gelagert. Ein Vorteil gegenüber der Filmexposition ist die einfache Quantifizierung.

## Nutzungsdauer
Jede Folie kann theoretisch bis zu 10.000 mal wiederverwendet werden. Im klinischen Alltag begrenzt aber mechanischer Verschleiß die Nutzungsdauer der Speicherfolien durch Abrieb, Kratzer und Knicke, weil jede dieser Oberflächenveränderungen in allen folgenden Röntgenaufnahmen sichtbar wird. Mit Speicherfolien in der Zahnmedizin, die in einer Schutzfolie direkt im Mund positioniert werden, können unter diesen rauen Bedingungen auch bei vorsichtigem Gebrauch allenfalls wenige hundert Aufnahmen angefertigt werden, bevor sie ersetzt werden müssen.

## Bildverarbeitung
Speicherfolienkassetten tragen in der Regel einen Strichcode, damit der Computer das Bild mit dem richtigen Patienten verknüpfen kann. Die Aufnahme wird meist über das lokale Netzwerk an eine Arbeitskonsole versandt. Dort kann der Radiologieassistent das Bild noch nachbearbeiten. Dazu gehört, die Bilder drehen, den Kontrast verändern, Kommentare und Rechts- bzw. Linkszeichen hinzufügen. Unter- und Überbelichtungen können durch Veränderung der virtuellen „Empfindlichkeit“ bis zu einem gewissen Grad ausgeglichen werden. Dabei wird genau der Helligkeitsbereich verstärkt, der den stärksten Kontrast enthält. Mehrere Bilder werden zu einer Serie zusammengefasst und im DICOM-Format an das PACS versendet. Bilder, die mit Röntgenspeicherfolien aufgenommen wurden, tragen dort die Modalitätskennung CR (= Computed Radiography).
Der Auslesevorgang sollte spätestens eine Stunde nach der Aufnahme erfolgen, weil sich die gespeicherte Röntgeninformation permanent abbaut. Nach 24 Stunden sind bereits etwa 50 % der Informationen verloren. Die latente Aufnahme auf der Leuchtstoffschicht wird anschließend im Lesegerät gelöscht, indem sie mit normalem Licht belichtet wird. Da die Löschung niemals vollständig erfolgen kann, bleiben persistente Schattenbilder, die sich einer nachfolgenden Aufnahme theoretisch überlagern, was infolge der Belichtungsverhältnisse in der Praxis jedoch unbedeutend ist.

## Formate
Die gebräuchlichsten Formate sind wie bei herkömmlichem Röntgenfilm
- 2 × 3 cm (Zahnfilm klein für Kinder)
- 3 × 4 cm (Zahnfilm groß für Erwachsene)
- 5 × 6 cm (Zahnfilm für Aufbissaufnahmen)
- 18 × 24 cm
- 18 × 43 cm
- 20 × 40 cm
- 24 × 30 cm
- 35 × 35 cm (14 × 14 Zoll)
- 35 × 43 cm (14 × 17 Zoll)
- 15 × 30 cm
- 20 × 25 cm (8 × 10 Zoll)
- 25 × 30 cm (10 × 12 Zoll)

Gebräuchliche Lesegeräte (Multi-Format-Reader) können meistens alle Formate lesen. Die Auslesegeschwindigkeit der Lesegeräte liegt zwischen 20 und 190 Speicherfolien pro Stunde, abhängig vom verwendeten Format. Die Auflösung von Röntgenspeicherfolien und Lesegeräten beträgt ca. 6–15 Pixel pro Millimeter. In der digitalen Mammografie werden bis zu 20 Pixel pro Millimeter erreicht.
Röntgenspeicherfolien werden neuerdings vermehrt durch Festkörperdetektoren abgelöst. Aufgrund ihrer Robustheit und der Möglichkeit der Nachrüstung von bestehenden Röntgengeräten sowie ihres günstigen Preises werden sie in Zukunft wahrscheinlich weitere Verbreitung finden. Ein Lesegerät kostet je nach Ausstattung und notwendigen Zusatzleistungen (Installation, Wartungsvertrag) zwischen 60.000 € und 120.000 € – Kleingeräte für den Zahnarztbereich sind bereits unter 10.000 € zu bekommen.